# De groene parel
De groene parel is deel twee van de Serie Lyonesse, door Jack Vance. Oorspronkelijke titel The green pearl, 1985. In het Nederlands verschenen in een vertaling van Annemarie van Ewyk in 1985.
Het boek is een vervolg op De tuin van Suldrun.

## Het verhaal
Lyonesse maakt deel uit van een eilandenrijk dat zuidelijk van Ierland en oost van Frankrijk (Armorica, het huidige Bretagne) in de Atlantische Oceaan gelegen zou hebben.
Het boek begint met de beschrijving hoe de heks Desmëi, na een afmattende episode met tovenaar Tamurello, ertoe kwam zich te splitsen in de enigszins zielloze vrouw Melancte en de in-slechte man Carfilhiot, wiens lijk op de brandstapel terechtkwam. De damp die uit het vuur opsteeg condenseerde tot een groene parel die een slechte invloed uitoefende op degene die hem bezat.
Ondertussen doet koning Aillas zijn best om een politiek, militair en strategisch overwicht ten opzichte zijn twee belagers op te bouwen: Casmir, koning van Lyonesse, en de agressieve Ska, een volk van de noordwestelijke eilanden. Dhrun, de zoon van Suldrun en Aillas, en zijn ex-reisgenote Glyneth, wonen ondertussen veilig in Troicinet. Totdat Casmir de excentrieke Vishbhume weet over te halen om de waarheid achter het bestaan van Dhrun te vinden. Hij slaagt daarin door Glyneth te ontvoeren naar Tanjecterly, een wereld die slechts op bepaalde momenten en plaatsen een doorgang heeft met onze wereld.
Casmir komt te weten dat prinses Madouc een wisselkind is, maar hij kent nog steeds niet de precieze geschiedenis van Dhrun. Tamurello weet uiteindelijk de waarheid over Dhrun aan Visbhume te ontfutselen, maar het loopt anders af dan hij verwacht had.